# Иванусьева, Людмила Фёдоровна
Людмила Фёдоровна Иванусьева (20 декабря 1920, Омск, Омская губерния, РСФСР — ????) — советский монтажёр-постановщица и сценаристка.

## Биография
Родилась 20 декабря 1920 года в Омске. В годы ВОВ она с семьёй эвакуировалась в Душанбе, где поступила на филологический факультет Душанбинского педагогического института, проучившись один курс перевелась на сценарный факультет ВГИКа, предварительно переехав в Москву, который она окончила в 1947 году. Сначала работала монтажёром-постановщицей на киностудии Союздетфильм, затем стала писать сценарии к фильмам. Дальнейшая судьба неизвестна.

## Фильмография

### Сценаристка
- 1953 — Случай в тайге
- 1958 — Шквал